# Totak
Der Totak ist ein See in der Kommune Vinje in der norwegischen Provinz Telemark.
Er ist Teil des Flusssystems Skiensvassdraget, hat seinen Abfluss über den Fluss Tokke zum See Bandak.